# مگه نه (تصنیف)
مگه نه ترانه، تصنیف از آثار نخستین استاد محمدرضا شجریان است. شعر اثر سروده بیژن سمندر و آهنگساز آن عطاءالله خرم است.

## متن شعر
| من و تو قصه ی یک کهنه کتابیم. مگه نه؟    |  | یه سوالیم، یه سوال بی جوابیم. مگه نه؟   |
| یه روزی قصه ی پرغصه ی ما تموم میشه       |  | آخرش نقطه ی پایان کتابیم. مگه نه؟       |
| پشت هم موج بلا میشکنه و جلو میاد         |  | وای بر ما که رو آب مثل حبابیم. مگه نه؟  |
| کی میگه ما با همیم، ما که با هم جفت غمیم |  | دوتا عکسیم و به زندون یه قابیم. مگه نه؟ |
| ای خدا ابر محبت چرا بارون نداره          |  | آسمون خشکه و ما تشنه ی ابریم. مگه نه؟   |
| کار دنیا رو که چشمم دیده بود گفت به دلم  |  | ما دوتا پنجره ی رو به سرابیم. مگه نه؟   |
| اگه تا دامن خورشید خدا هم برسیم          |  | آخر از بوسه خورشید کبابیم. مگه نه؟      |
| من و تو قصه ی یک کهنه کتابیم. مگه نه؟    |  | یه سوالیم، یه سوال بی جوابیم. مگه نه؟   |
| یه روزی قصه ی پرغصه ی ما تموم میشه       |  | آخرش نقطه ی پایان کتابیم. مگه نه؟       |
| — بیژن سمندر                             |  |                                         |